# Stazione di Stamperia
La stazione di Stamperia era una fermata ferroviaria situata nel comune di Omegna, lungo la ferrovia Domodossola-Novara.

## Storia
Originariamente denominata "Stamperia", nel 1949 assunse la nuova denominazione di "Stamperia Omegna Ferriera".